# 李宗恩

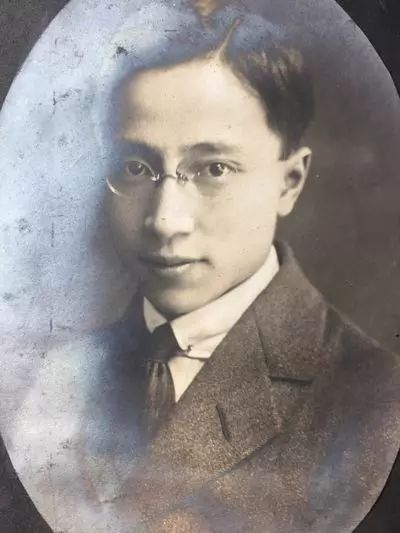
留學時期的李宗恩

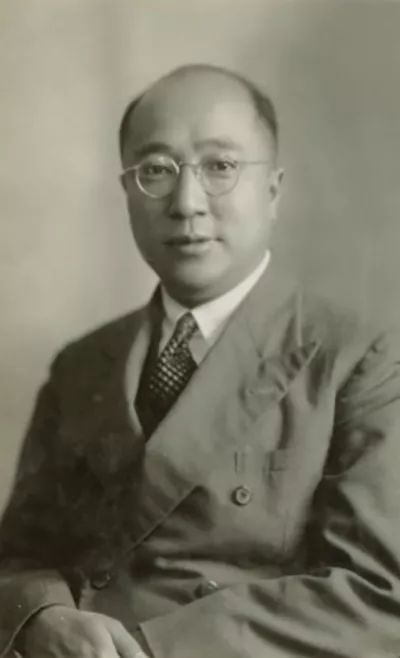
1935年的李宗恩

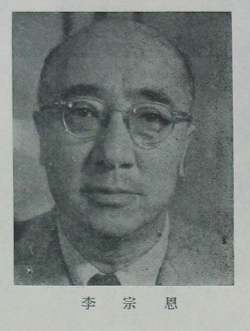
政協的李宗恩

李宗恩（1894年9月10日—1962年3月），字伯纶，男，江苏武进人，中国熱帶病學醫學家及醫學教育家。

## 生平
幼時就讀於其父所辦之新式小學，後來進入上海震旦學院（1932年改稱震旦大學）學習法文。1911年夏季赴英國留學，初入預備學校，隨後進了格拉斯哥大學醫學院，1920年畢業後，赴倫敦大學衛生與熱帶病學院擔任蠕蟲病助理研究員。1922年1月獲得倫敦衛生及熱帶病學院頒發衛生及熱帶病學文憑。1921年4月至9月，參加英國皇家絲蟲病委員會赴西印度考察熱帶病，隨後任職於格拉斯哥西部醫院，至1923年回國。1923年至1937年任職於北京協和醫學院，歷任助教、講師、副教授、襄教授、教授，其間並定期赴江南考察熱帶病疫情，進行防治和研究。1937年秋開始，南下籌辦貴陽醫學院，並於1938年6月成立後擔任院長職務。1947年5月赴北平擔任協和醫學院的院長。
李宗恩在20、30年代主要研究寄生蟲病，尤其是絲蟲病、血吸蟲病、瘧疾和黑熱病。先後在國內外醫學雜誌上發表的論文共18篇 。他曾在華北、華中地區設立血吸蟲病及其他多發性熱帶病的病情觀察站，是為中國熱帶病學研究的創始人。後期投入醫學教育事業，造就無數醫學界人才。1948年，當選為中央研究院第一屆院士。
中華人民共和國成立後，他留任原職。1949年9月受中国科协推舉，擔任全國政協委員。1957年被打成「右派」，隨後被「放逐」到昆明，任職於昆明醫學院。1962年病逝於昆明。

## 家庭
其父李祖年為光緒甲午恩科進士，入翰林，曾為山東知縣。